# Liste der Baudenkmale in Loissin
In der Liste der Baudenkmale in Loissin sind alle denkmalgeschützten Bauten der Gemeinde Loissin (Mecklenburg-Vorpommern) und ihrer Ortsteile aufgelistet. Grundlage ist die Veröffentlichung der Denkmalliste des Landkreises Ostvorpommern mit dem Stand vom 30. Dezember 1996 und Änderung vom 13. Juni 2006.

## Baudenkmale nach Ortsteilen

### Loissin
| ID | Lage                           | Bezeichnung                              | Beschreibung | Bild                                     |
| -- | ------------------------------ | ---------------------------------------- | --- | ---------------------------------------- |
|    | Gutshof (Karte)                | Gutshaus mit Speicher                    | Gutshaus: 2-gesch., 11-achs. sanierter Putzbau der zweiten Hälfte des 19. Jh; Stallspeicher: 2-gesch. Backsteinbau mit giebelseitigen Krantüren; Gut der Familie Weißenborn (1810–1945). | Gutshaus mit Speicher                    |
|    |                                | Kadaverhaus an der Straße nach Neuendorf | | Kadaverhaus an der Straße nach Neuendorf |
|    | Linke Dorfstraße 2/3/4 (Karte) | Wohnhaus                                 | Eingeschossiger Fachwerkbau mit Backsteinfächern und Krüppelwalmdach | Wohnhaus                                 |
|    | Linke Dorfstraße 5/6 (Karte)   | Wohnhaus                                 | Eingeschossiges Backsteingebäude mit Krüppelwalmdach | Wohnhaus                                 |
|    | Linke Dorfstraße 7 (Karte)     | Wohnhaus mit Schwarzküche                | Eingeschossiger Fachwerkbau mit Backsteinfächern und Krüppelwalmdach | Wohnhaus mit Schwarzküche                |
|    | Rechte Dorfstraße 12/13        | Wohnhaus                                 | Eingeschossiger Fachwerkbau mit Backsteinfächern und Krüppelwalmdach | Wohnhaus                                 |
|    | Rechte Dorfstraße 8/9/10/11    | Wohnhaus                                 | Eingeschossiger Fachwerkbau mit Backsteinfächern und Krüppelwalmdach (denkmalwidrige Nachbesserungen - Fenster und rechte Eckmauer)                                                      | Wohnhaus                                 |
|    | Straße nach Neuendorf 3        | Wohnhaus                                 | |                                          |

### Ludwigsburg
| ID | Lage                     | Bezeichnung                                                                                                   | Beschreibung | Bild                         |
| -- | ------------------------ | --- | --- | ---------------------------- |
|    | (Karte)                  | Friedhofsportal und -mauer                                                                                    | Das Portal aus dem 18. Jahrhundert ist aus Backsteinen gemauert, verputzt und weiß getüncht. Die Mauer besteht aus Feldsteinen. | Friedhofsportal und -mauer   |
|    | (Karte)                  | Kirche | Auf einem rechteckigen Grundriss wurde die Kapelle Ludwigsburg als schlichter, heute verputzter Fachwerkbau errichtet. Die jetzige Gestalt erhielt die Kapelle nach einem Umbau im Jahr 1708. Im Innern befindet sich eine Orgel von 1867 erbaut durch Barnim Grüneberg aus Stettin. | Kirche                       |
|    | (Karte)                  | Mausoleum | Das neugotische Mausoleum aus Backstein ist die Begräbnisstätte der Familie Weissenborn. | Mausoleum                    |
|    | (Karte)                  | Wohnhaus | Eingeschossiger Fachwerkbau mit Walmdach | Wohnhaus                     |
|    |                          | Wohnhaus | Eingeschossiger Fachwerkbau mit Krüppelwalmdach und Rohrdeckung | Wohnhaus                     |
|    | (Karte)                  | Wohnhaus | | Wohnhaus                     |
|    | (Karte)                  | Wohnhaus | Eingeschossiger Fachwerkbau mit Krüppelwalmdach und Rohrdeckung und zwei Fledermausgauben im ausgebauten Dachgeschoss | Wohnhaus                     |
|    | Strandweg 46 b/e (Karte) | Wohnhaus/Gemeindehaus                                                                                         | Fachwerk, gemauert, Rohrdach mit Fledermausgauben, Reko 2004 | Wohnhaus/Gemeindehaus        |
|    | Gutshof (Karte)          | Schlossanlage mit Schloss, Park, Taubenhaus, Speicher mit Tordurchfahrt, Stallspeicher, 2 Ställe und Wohnhaus | Putzbau | Weitere Bilder               |
|    | Gutsareal                | Park | ursprünglich Barockpark, dann umgewandelt in Landschaftspark | Park                         |
|    | Gutspark                 | Apollotempel                                                                                                  | Ruine mit den Säulenstümpfen auf dem Apolloberg - Aussicht auf Ostsee | Apollotempel                 |
|    | Gutshof                  | Taubenhaus | Fachwerkgebäude, Backstein | Taubenhaus                   |
|    | Gutshof                  | Amtshaus | Fachwerk gemauert | Amtshaus                     |
|    | Gutshof                  | Stallspeicher Nordseite                                                                                       | Fachwerk gemauert, Türen und Luken - Holz geschwärzt | Stallspeicher Nordseite      |
|    | Gutshof                  | Tor - Stallspeicher Ostseite                                                                                  | Fachwerk gemauert, Untergeschoss Innenhof verputzt, gemalte Torverkleidung mit Wappen derer von der Lünen, Baujahr-Initial 1742 und Renovierung 1894 | Tor - Stallspeicher Ostseite |
|    | Gutshof                  | Scheune Ostseite                                                                                              | Durchfahrtsscheune, Fachwerk gemauert, gesicherte Ruine - soll wieder aufgebaut werden | Scheune Ostseite             |
|    | Gutshof                  | Stallspeicher Ostseite                                                                                        | Fachwerk gemauert - ruinös | Stallspeicher Ostseite       |
|    | Strandweg 1/2            | Wohnhaus | Eingeschossiges Gebäude aus Backstein mit Krüppelwalmdach | Wohnhaus                     |